# Совіццо
Совіццо (італ. Sovizzo, вен. Sovizzo) — муніципалітет в Італії, у регіоні Венето, провінція Віченца.
Совіццо розташоване на відстані близько 420 км на північ від Рима, 70 км на захід від Венеції, 8 км на захід від Віченци.
Населення — 7388 осіб (2014).
Щорічний фестиваль відбувається 15 серпня. Покровителька — Богородиця Небовзята.

## Демографія
Населення за роками:

Станом на 31 грудня 2014 року в муніципалітеті офіційно проживало 447 іноземців з 49 країн, серед них 75 громадян країн Євросоюзу та 12 громадян України.

## Сусідні муніципалітети
- Альтавілла-Вічентіна
- Кастельгомберто
- Креаццо
- Гамбульяно
- Монтеккьо-Маджоре
- Монтев'яле